# Ruisseau de Soupex
Le ruisseau de Soupex est une rivière du sud de la France, en région Occitanie, dans les départements de l'Aude et de la Haute-Garonne, sous-affluent de l'Aude par le Fresquel.

## Géographie
Le ruisseau de Soupex est une rivière qui prend sa source dans le Lauragais sur la commune de Saint-Félix-Lauragais département de la Haute-Garonne et se jette dans le Fresquel en rive gauche sur la commune de Souilhanels (Aude).
La longueur de son cours d'eau est de 11,2 km.

### Communes traversées
Le ruisseau de Soupex traverse les six communessuivantes :
- Aude : Souilhe, Souilhanels, Soupex, Saint-Paulet, Les Cassés
- Haute-Garonne : Saint-Félix-Lauragais.

## Principaux affluents
Le ruisseau de Soupex n'a pas d'affluent contributeur référencé :